# Underneath (cântec de Tarja)
„Until My Last Breath” este cel de-al patrulea disc single lansat de cântăreața finlandeză Tarja Turunen de pe albumul What Lies Beneath (2011).

## Ordinea pieselor pe disc
Versiunea standard
1. „Underneath” (versiunea radio) — 4:28
2. „Underneath” (versiunea orchestrală) — 5:01
3. „Montañas De Silencio” — 4:26